# قائمة فوربس للمليارديرات في 2007
هذه قائمة فوربس للمليارديرات 2007 منشورة من قبل مجلة فوربس الأمريكية لسنة 2007، وهذه المجلة تجمع مليارديرات الأرض، باستثناء أفراد العائلات المالكة (إلا إذا كانت مصادر أموالهم خاصة)، و تصنف أموالهم بالمليار دولار أمريكي.

أغنياء العالم
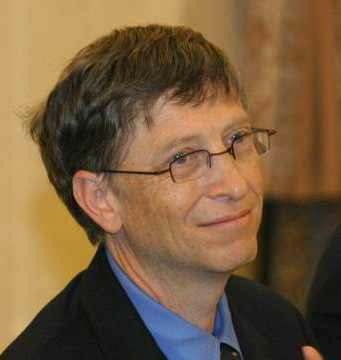
بيل غيتس
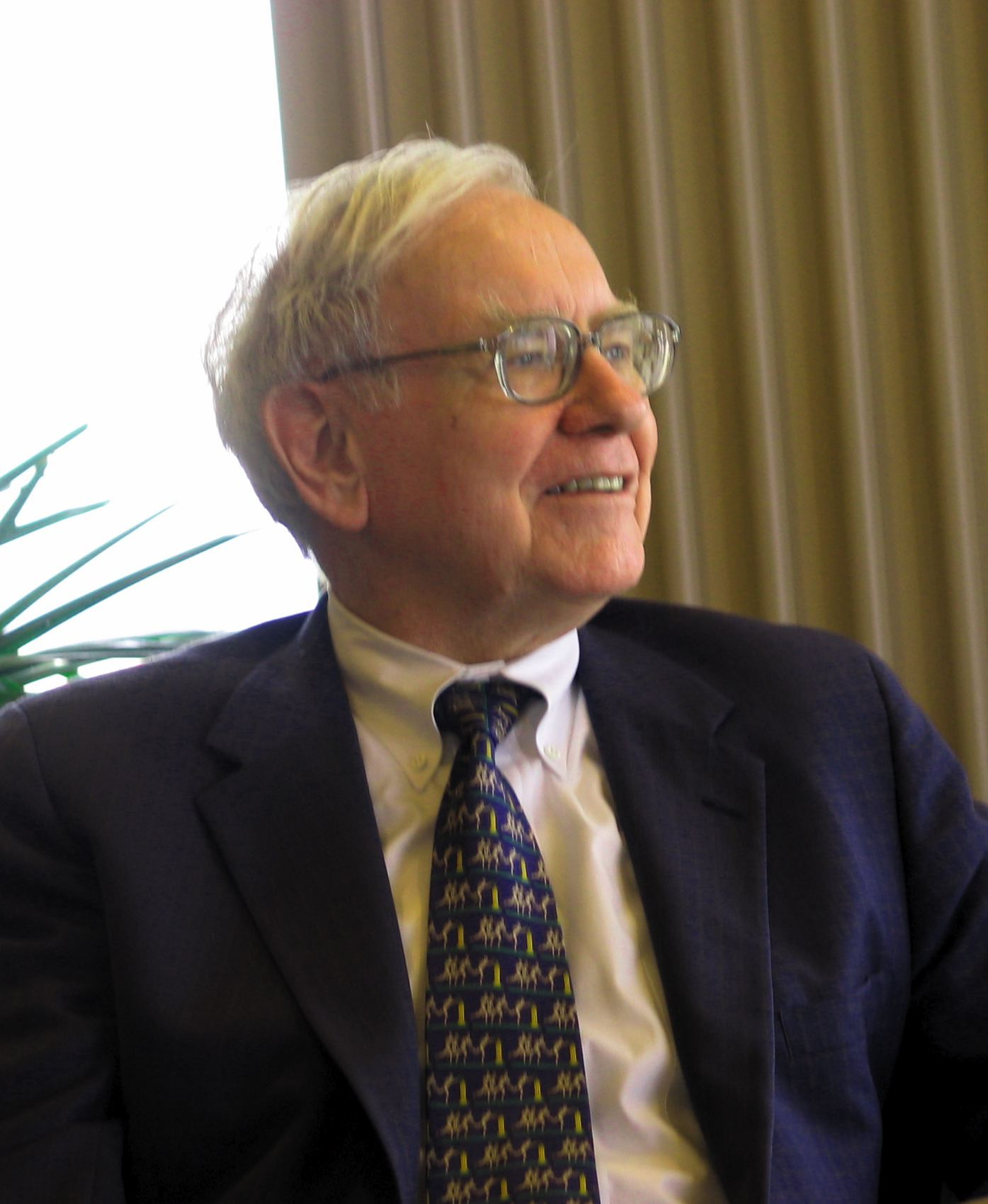
وارن بافت
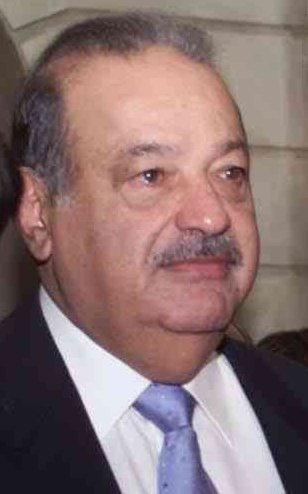
كارلوس سليم حلو
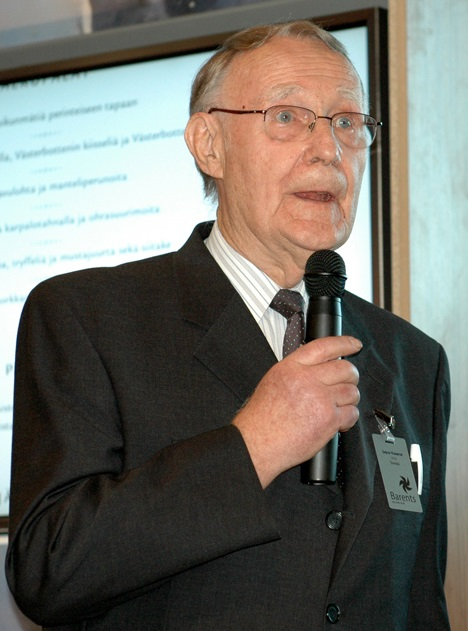
إينغفار كامبراد
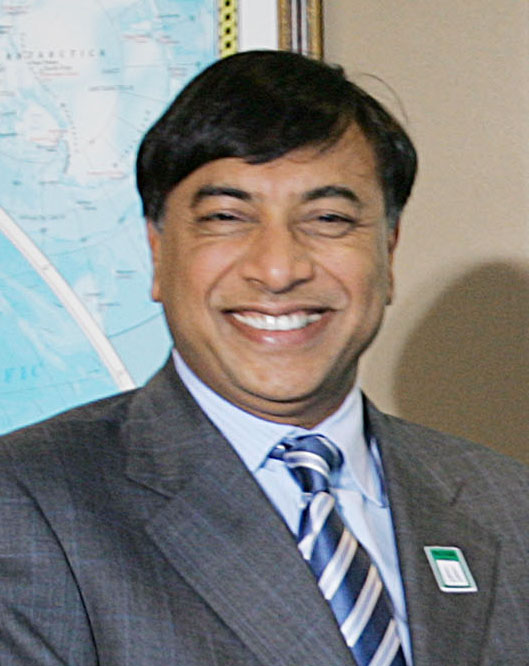
لاكشمي ميتال

## ترتيب الأغنياء
| Legend | Legend                          |
| الرمز  | الشرح                           |
| ------ | ------------------------------- |
|        | لم يتغير من قائمة 2009.         |
| ▲      | أرتفع في الترتيب من قائمة 2009. |
| ▼      | أنخفض في الترتيب من قائمة 2009. |

| الترتيب | الاسم                 | القيمة الصافية (دولار أمريكي) | العمر | الجنسية          | مصادر الثروة                         |
| ------- | --------------------- | ----------------------------- | ----- | ---------------- | ------------------------------------ |
| 1       | بيل غيتس              | 56.0 مليار دولار أمريكي ▲     | 51    | الولايات المتحدة | مايكروسوفت                           |
| 2       | وارن بافت             | 52.0 مليار دولار أمريكي ▲     | 76    | الولايات المتحدة | بيركشير هاثاواي                      |
| 3       | كارلوس سليم           | 49.0 مليار دولار أمريكي ▲     | 67    | المكسيك          | تلمكس, أمريكا موفيل, جروبو كارسو     |
| 4 ▲     | إينغفار كامبراد       | 33.0 مليار دولار أمريكي ▲     | 80    | السويد           | إيكيا                                |
| 5       | لاكشمي ميتال          | 32.0 مليار دولار أمريكي ▲     | 56    | الهند            | آرسيلور ميتال                        |
| 6 ▲     | شيلدون أديلسون        | 26.0 مليار دولار أمريكي ▲     | 73    | الولايات المتحدة | لاس فيغاس ساندز                      |
| 7       | برنارد أرنولت         | 26.0 مليار دولار أمريكي ▲     | 58    | فرنسا            | إل في إم إتش                         |
| 8 ▲     | أمانسيو أورتيجا جاونا | 24.0 مليار دولار أمريكي ▲     | 71    | إسبانيا          | مجموعة إنديتكس                       |
| 9 ▲     | لي كا شينج            | 23.0 مليار دولار أمريكي ▲     | 78    | هونغ كونغ/ كندا  | تشيونغ كونغ القابضة, هاتشيسون وامبوا |
| 10 ▼    | ديفد تومسون           | 22.0 مليار دولار أمريكي ▲     | 49    | كندا             | شركة تومسون                          |

## مقالات ذات صلة
- قائمة رؤساء الدول والحكومات حسب الثروة الإجمالية